# VK Medveščak Zagreb

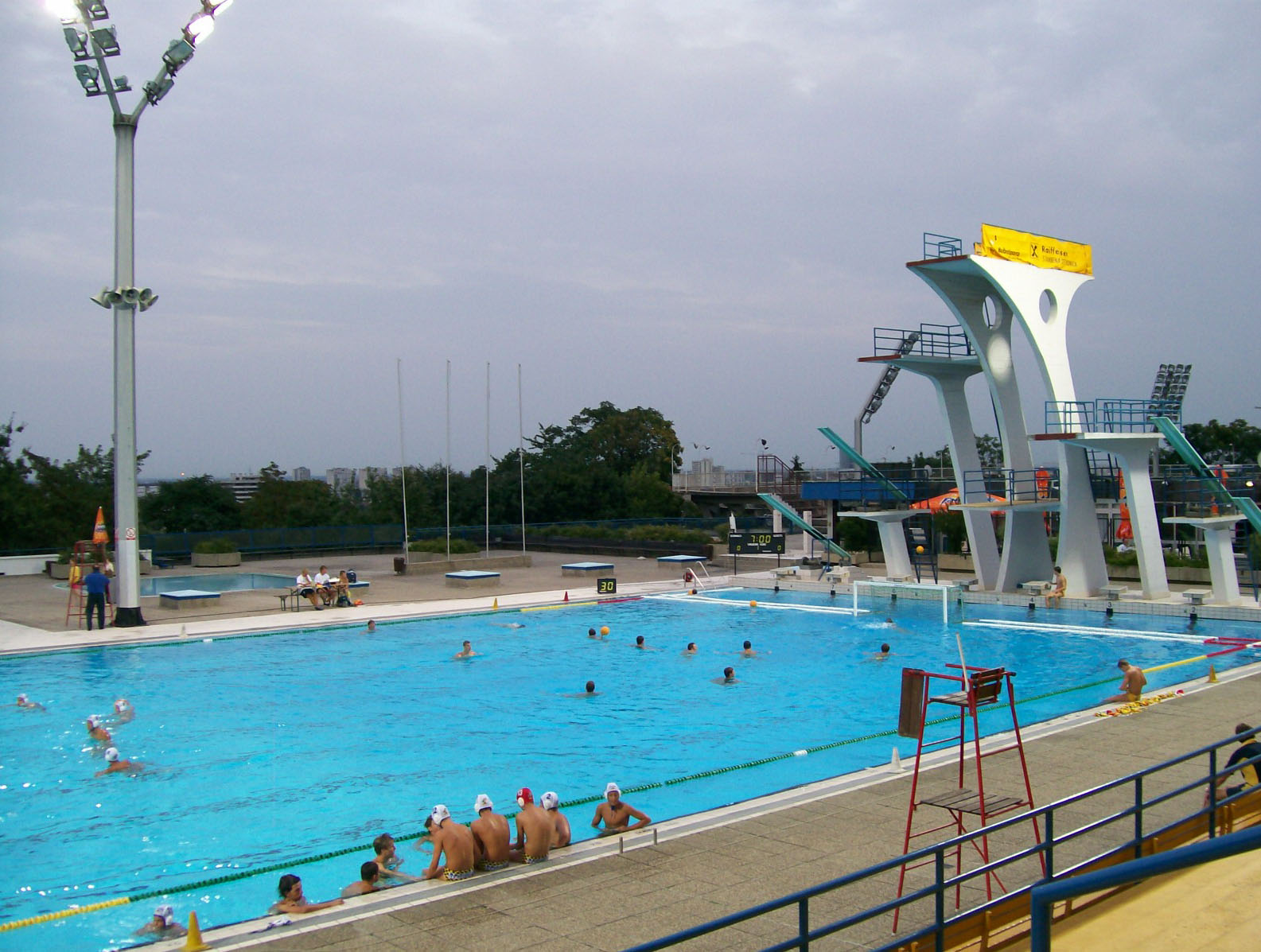
Junioren VK Medveščak im Becken ŠRC Šalata, Zagreb

VK Medveščak Zagreb ist ein Zagreber Wasserballverein.

## Geschichte
Der Vereinssitz ist im Stadtteil Medveščak, Schlosserove stube 2, Zagreb.
Zurzeit spielt man in der ersten Liga. Stadtrivale ist HAVK Zagreb.

## Erfolge
- 1989 Landesmeister Wintersaison bei den Pionieren
- 1992 Landesmeister der jungen Kadetten
- 1993 Juniorenlandesmeister und Pokalsieger
- 1994 Landesmeister und Pokalsieger Kadetten
- 1996 Juniorenlandesmeister
- 1999 Juniorenlandesmeister (jüngere Generation)
- 2002 Landesmeister und Pokalsieger Kadetten
- 2003 Landesmeister und Pokalsieger Kadetten

Das Seniorenteam spielt regelmäßig in der ersten Liga.

## Bekannte Spieler und Trainer
Der heutige Trainer der Senioren, Davorin Golubić, übernahm das Amt mitten in der Saison 2007/08.
Wegen der schlechten Resultate in der Saison 2006/07 wurden ältere Spieler Reaktiviert, so kamen in der Saison auch Dubravko Šimenc und Tino Vegar zum Einsatz.
Ihre ersten Schritte im Wasserball bei „Medveščak“ machten unter anderem die Gebrüder Kobeščak und Ratko Štritof.